# A szerelem ideje
A szerelem ideje (eredeti cím: We Live in Time) 2024-ben bemutatott brit–francia romantikus filmdráma, amelyet John Crowley rendezett és Nick Payne írt. A főbb szerepekben Andrew Garfield és Florence Pugh látható.
A filmet a Torontói Nemzetközi Filmfesztiválon mutatták be 2024. szeptember 6-án. Amerikában 2024. október 11-én az A24, az Egyesült Királyságban pedig 2025. január 1-jén a StudioCanal forgalmazásában mutatták be a mozikban. Magyarországon 2024. december 26-án jelent meg az InterCom Zrt. forgalmazásában. Világszerte 32,1 millió dolláros bevételt gyűjtött.

## Cselekmény
A Weetabix képviselője, Tobias Durand, miközben egy tollat vásárol, hogy aláírja a felesége által neki küldött válási papírokat, kisétál az útra, ahol elüti egy autó, amit Almut Brühl vezet. Almut korábbi műkorcsolyázó, aki bajor-fúziós séfként dolgozik. A kórházban Almut felajánlja, hogy meghívja Tobiast és feleségét egy vacsorára abba az étterembe, ahol dolgozik, bár Tobias nem árulja el neki, hogy válófélben van. A vacsora estéjén Tobias, aki ekkor már külön él a feleségétől, egyedül megy az étterembe, és ezúttal elmondja Almutnak a válás tényét. A vacsora után Tobias és Almut, a nő lakására mennek, ahol lefekszenek egymással. A következő napot együtt töltik; Almut főz Tobiasnak, és megmutatja neki, hogyan kell tökéletesen feltörni egy tojást. Nem sokkal később összeköltöznek.
Hónapokkal később, miután Almut elmondta, hogy a gyerekek valójában nem az ő világa, Tobias kifejezi neki, hogy egyszer szeretne vele családot alapítani, mivel kezd belé szeretni. Almut durván visszautasítja, mondván, hogy ő nem az a fajta ember, aki ilyen ígéreteket tesz. Tobias szó nélkül elmegy. Később, Almut egyik kollégájának babaváró buliján Tobias meglátogatja, és bocsánatot kér tőle az érzéketlensége miatt, miközben kritizálja is Almutot, amiért olyan durván reagált. Újra szerelmet vall neki, és elmondja, hogy túl sokat koncentrált a jövőre, ahelyett, hogy értékelte volna azt, ami éppen most van köztük. Kibékülnek.  
Később Almut hasi fájdalmakat tapasztal, és kiderül, hogy petefészekrákja van. Elmagyarázza Tobiasnak, hogy nőgyógyásza részleges vagy teljes méheltávolítást javasolt a rákkezelés részeként. Tobias tiszteletben tartja Almut bármilyen döntését, ő pedig a részleges méheltávolítás mellett dönt, hogy megmaradjon a lehetősége a természetes úton való gyermekvállalásra. A kezelés után a rák remisszióba kerül. Számos próbálkozás után Almut teherbe esik, és Tobias-szal együtt boldogok. Szilveszter éjjelén, úton a kórházba, autójuk forgalmi dugóba kerül, és Almut egy benzinkút mosdójában ad életet egy kislánynak.
Körülbelül három évvel később Almut, aki immár egy saját, magas színvonalú étterem séfje, és családjával egy kis tanyára költözött, ismét fájdalmat kezd érezni a derekában. Az orvosoknál kiderül, hogy a rákja visszatért a 3. stádiumba, és azonnal meg kell kezdenie a kemoterápiát, mielőtt bármilyen daganatos műtétet végezhetnének, bár a túlélésre továbbra sincs garancia. Almut, aki vonakodik ismét kezeléseknek alávetni magát, azt javasolja, hogy éljen „hat-nyolc csodálatos hónapot” kezelés nélkül, ahelyett hogy potenciálisan 12 hónapot gyenge és rossz állapotban töltene, ha a kemoterápia sikertelen lenne. Tobias és Almut elmagyarázzák a helyzetet kislányuknak, Ellának. Tobias ebben az időszakban megkéri Almut kezét, aki végül úgy dönt, aláveti magát a kezelésnek.
Almut diagnózisa idején egyik kollégája, Simon, meghívja őt, hogy vegyen részt a Bocuse d’Or versenyen, egy rangos szakácsversenyen. Bár a felkészülés ütközik a kezeléseivel és az esküvőjükkel, Almut beleegyezik a részvételbe. Almut és segédje, Jade megnyerik a brit válogatót, és továbbjutnak az olaszországi döntőbe, amely néhány hónappal később, éppen Almut és Tobias tervezett esküvőjének napján kerül megrendezésre. Ekkorra az orvosok közlik velük, hogy Almut rákja a jelenlegi kezelések mellett nem zsugorodott. Almut titokban elkezdi az edzést a Bocuse d'Or döntőre. Amikor Tobias ezt felfedezi, dühösen leszidja Almutot, amiért a versenyt és annak titkolását választotta a kezelése, az élete és a családja helyett. Almut válaszul azt mondja, inkább azt szeretné, ha a lánya büszkén emlékezne rá, mint sikeres séfre, aki nem adta fel, semmint valakire, akit csak nézni lehetett, ahogy megbetegszik és meghal. Tobias végül elfogadja ezt, lemondja az esküvőt, és beleegyezik, hogy Almut folytassa a felkészülést a döntőre.
Olaszországban, Tobias és Ella részt vesznek a Bocuse d'Or döntőjén, és figyelik, ahogy Almut főz. A verseny végéhez közeledve Almut egyre gyengébb lesz, és az utolsó fogás tálalásánál meginog. Átengedi az irányítást Jade-nek, aki sikeresen befejezi az ételt időben. Almut átéli a pillanatot, majd úgy dönt, azonnal távozik Tobias-szal és Ellával. Ezután mindhárman elmennek korcsolyázni – valami, amit Almut korábban nem tudott megtenni, mióta gyerekként az apjával járt a jégpályára.
Később Tobias és Ella hazatérnek, miután meglátogatták a kertjük tyúkólját, az új kutyájukkal együtt, amelyet Almut és Tobias korábban azért terveztek beszerezni Ellának, hogy segítsenek neki pszichológiailag feldolgozni egy halálesetet. Tobias ezután megtanítja a lányát, hogyan kell feltörni egy tojást – ugyanúgy, ahogyan Almut tanította őt.

## Szereplők
| Szerep           | Színész         | Magyar hang         |
| ---------------- | --------------- | ------------------- |
| Tobias Durand    | Andrew Garfield | Schruff Milán       |
| Almut Brühl      | Florence Pugh   | Szilágyi Csenge     |
| Ella             | Grace Delaney   | Tóth Emma           |
| Jade             | Lee Braithwaite | Major Irma          |
| Skye             | Aoife Hinds     | Katona Kinga        |
| Simon Maxson     | Adam James      | Kamarás Iván        |
| Reginald Durand  | Douglas Hodge   | Seress Zoltán       |
| Leah             | Amy Morgan      | Ligeti Kovács Judit |
| Sylvia           | Niamh Cusack    | Takács Katalin      |
| Dr. Kerri Weaver | Lucy Briers     | Bodor Böbe          |
| Dr. Hernandez    | Robert Boulter  | Kádár-Szabó Bence   |
| Sanjaya          | Nikhil Parmar   | Samudovszky Adrian  |
| Jane             | Kerry Godliman  | Balogh Anna         |
| Heather Craney   | Heather Craney  | Hay Anna            |

### Magyar változat
- Magyar szöveg: Tóth Tamás
- Hangmérnök: Tóth Péter Ákos
- Vágó: Sári-Szemerédi Gabriella
- Gyártásvezető: Hódos Edina
- Szinkronrendező: Nikas Dániel
- Produkciós vezető: Hagen Péter

A szinkront a Mafilm Audio Kft. készítette el.

## A film készítése
Nick Payne a StudioCanal együttműködésében fejlesztette A szerelem ideje forgatókönyvét. A film vezető producere Benedict Cumberbatch volt, a londoni székhelyű SunnyMarch cége révén. További producerek: Leah Clarke, Adam Ackland, Guy Heeley, Ron Halpern és Joe Naftalin.
2023 márciusában Andrew Garfield és Florence Pugh tárgyalásokat folytattak a film főszerepeiről, amelyet röviddel azután jelentettek be, hogy Garfield és Pugh közösen adtak át egy díjat a 95. Oscar-gálán. A forgatási munkálatok 2023 áprilisában kezdődtek Londonban, és a stáb Herne Hillben is dolgozott. Később a stáb a Blackfen egyik Co-op üzletében is forgattak.
A film zenéjét Bryce Dessner szerezte. Romy Madley Croft és Sampha adták elő a film főcímdalát, az „I'm on Your Team”-et.

## Bemutató
2023 májusában az A24 megszerezte a film amerikai forgalmazási jogait. A StudioCanal kezelte a világszintű értékesítést, és közvetlenül forgalmazza a filmet Franciaországban, az Egyesült Királyságban, Németországban, Lengyelországban, a Benelux államokban, Ausztráliában és Új-Zélandon. A filmről készült első kép, amelyen a főszereplők egy „aranyos jelenetet” mutatnak be, internetes mém lett, mivel a képen egy „ronda körhintaló” látható.
A szerelem ideje című filmet 2024. szeptember 6-án mutatták be a Torontói Nemzetközi Filmfesztiválon. Európai premierje alkalmából a 72. San Sebastián-i Nemzetközi Filmfesztivál hivatalos válogatásának zárásaként, versenyen kívül vetítették. Az A24 az Egyesült Államokban 2024. október 11-én korlátozott, október 18-tól pedig széles körű mozibemutatóra tervezte a filmet. 2025. január 1-jén mutatták be az Egyesült Királyságban és Írországban. A Beta Fiction Spain 2025. január 3-án mutatta be Spanyolországban.